# Ирод Агрипа II
Вижте пояснителната страница за други личности с името Ирод.
Ирод Агрипа II или Марк Юлий Агрипа (на латински: Herodes Agrippa II., Marcus Iulius Agrippa; * 27, † сл. 93) е цар на римската провинция Юдея от 48 до 70 г. Той е правнук на Ирод Велики.

## Произход и ранни години
Син е на Ирод Агрипа I, цар на Юдея, който е внук на Ирод Велики и съпругата му Кипро (Kypros), която е правнучка на Ирод Велики. Произлиза от Иродската династия. Ирод Агрипа II е брат на Береника, Мариамна и Друзила.
Ирод Агрипа II, както баща му, е възпитаван в императорския дворец на Клавдий в Рим. Когато баща му умира през 44 г. той е още млад, за да стане негов наследник като цар на Юдея.

## Управление
След смъртта на чичо му Ирод от Халкида († 48) той получава царството му в регион Chalkis в Ливанските планини като тетрарх на Халкида и отговаря за Йерусалимския храм с правото да поставя Първосвещениците. Така той става религиозен вожд на всички юдеи в Палестина и в еврейската диаспора. През 53 г. той се застъпва за евреите от Александрия. През 53 г. получава от император Клавдий вместо Халкида територията на бившата тетрархия на Ирод Филип († 34). През 64 г. император Нерон прибавя към неговите владения част от Галилея с главен град Тивериада.
Ирод Агрипа II прави великодушни дарения и строежи. След разрушаването на храма в Йерусалим (70 г.), той настила със свои средства улиците на Йерусалим с мрамор. Той построява театър в Беритос, раздава олио и зърно на населението. Ирод Агрипа II се опитва безуспешно чрез преговори да предотврати Юдейската война (66 – 70/73 г.) против римляните. След войната той придружава римския военачалник и по-късен император Тит в Рим, където живее до смъртта си.

## Споменаване в Библията
Ирод Агрипа II, съгласно библейската книга Деяния на светите апостоли, изслушал през 60 г. защитната реч на Апостол Павел и го намира за невиновен. Апостол Павел през това време бил затворен в Цезареа (Кесария в Палестина), където Агрипа II бил заедно със сестра си Береника при Порций Фест, римския прокуратор на Юдея (60 – 62). ().